# Hayward Mack
Hayward Seaton Mack (20 de março de 1882 – 24 de dezembro de 1921) foi um ator norte-americano da era do cinema mudo. Ele atuou em 81 filmes entre 1910 e 1921.
Nasceu em Albany, Nova Iorque e faleceu em Los Angeles, Califórnia.

## Filmografia selecionada
- Betty, the Coxswain (1912)
- An Eventful Bargain Day (1912)
- The Master Cracksman (1914)
- Graft (1915)
- Father and the Boys (1915)
- Dolly's Scoop (1916)
- The Grip of Jealousy (1916)
- The Guilty Man (1918)